# Флемингтон (Пенсилванија)
Флемингтон (енгл. Flemington) град је у америчкој савезној држави Пенсилванија.

## Демографија
По попису из 2010. године број становника је 1.330, што је 11 (0,8%) становника више него 2000. године.
| Група             | 2000.         | 2010.         |
| Белци             | 1.301 (98,6%) | 1.276 (95,9%) |
| Афроамериканци    | 3 (0,2%)      | 10 (0,8%)     |
| Азијати           | 6 (0,5%)      | 19 (1,4%)     |
| Хиспаноамериканци | 4 (0,3%)      | 10 (0,8%)     |
| Укупно            | 1.319         | 1.330         |